# Out in L.A.
Albums de Red Hot Chili Peppers
The Plasma Shaft
(1994) Under the Covers
(1998)
Out in L.A. est une compilation de chansons rares du groupe de rock californien Red Hot Chili Peppers, sorti en 1994. On compte sur le disque quatre remix, des reprises live de chansons de Jimi Hendrix et Thelonious Monster, des démos et des chansons "blagues".
Beaucoup considèrent que le principal attrait de cet album réside dans les démos de leurs premières chansons comme "Out in L.A." ou "Green Heaven". Ces enregistrements étaient les tout premiers du groupe et selon l'autobiographie du chanteur Anthony Kiedis Scar Tissue, cette époque était la plus prolifique. Quatre de ces chansons ont été enregistrées avec Jack Sherman et Cliff Martinez. Toutefois, ces versions sont les préférées car on y retrouve l'énergie dégagée par les quatre membres d'origine. Elles figurent aussi sur les versions remasterisées des deux premiers albums du groupe, sorties en 2003.

## Titres de l'album
1. "Higher Ground" - 5:18
2. "Hollywood (Africa)" - 6:33 (Extended Dance Mix)
3. "If You Want Me to Stay" - 7:03 (Pink Mustang remix)
4. "Behind the Sun" - 4:43 (Ben Grosse remix)
5. "Castles Made of Sand" (Jimi Hendrix cover) - 3:18 (live)
6. "Special Secret Song Inside" - 3:12 (live)
7. "F.U." - 1:17 (live)
8. "Get Up and Jump" - 2:37 (demo)
9. "Out in L.A." - 1:56 (demo)
10. "Green Heaven" - 3:50 (demo)
11. "Police Helicopter" - 1:12 (demo)
12. "Nevermind" - 2:09 (demo)
13. "Sex Rap" - 1:35 (demo)
14. "Blues for Meister" - 2:54
15. "You Always Sing the Same" - 0:19
16. "Stranded" - 0:24
17. "Flea Fly" - 0:39
18. "What It Is" - 4:03
19. "Deck the Halls" - 1:02